# Сундіш-марка

Поморський гульден (3 марки), Богуслав X (XV—XVI ст.)

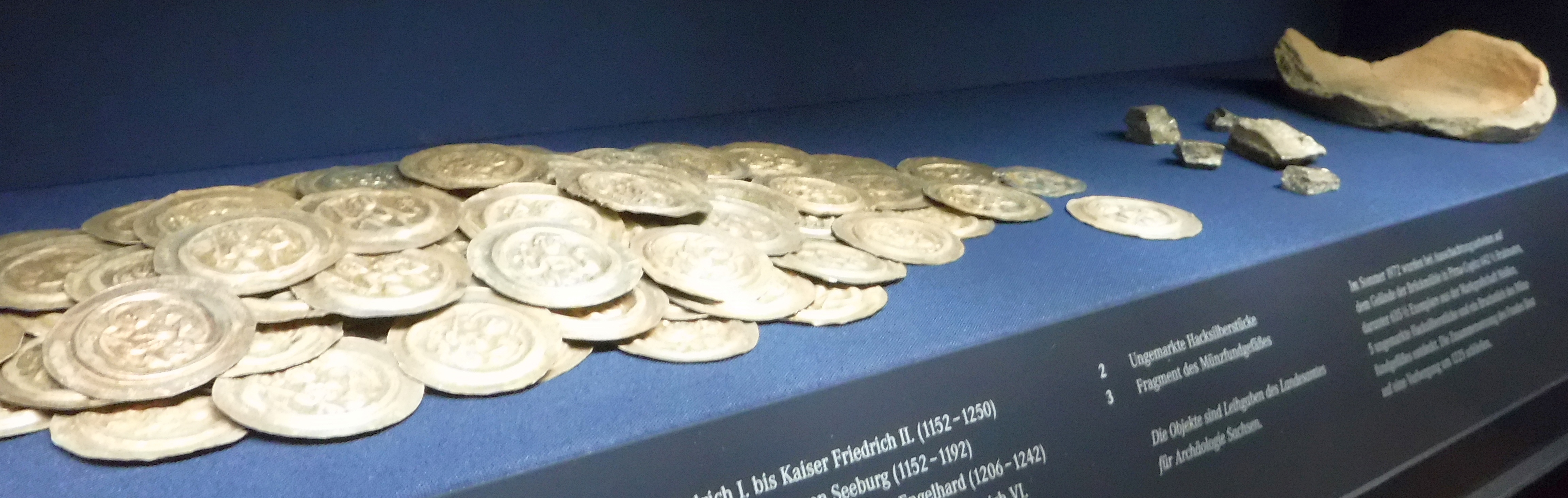
Монети XII—XIV століття в музеї Дрездена

Сундіш-марка (нім. Sundische Mark, Mark sundisch) — розрахункова одиниця для монет, які були виготовлених у Вільному Ганзейському місті Штральзунді з 1319 року. З введенням у 1359 році любекської марки на землях Померанії сундіш-марка поступово вийшла із обігу.

## Історія
У 1319 році князь Рюгену Віслав III надав право Ганзейському місту Штральзунду на карбування власних монет. Розрахунковою одиницею стала слугувати сундіш-марка, яка отримала назву від Штральзундських земель Сундіш. Початково сундіш-марка дорівнювала 16 шилінгам (солідусам), шилінг дорівнював 12 пфенігам (денаріям. Пізніше денарії витіснилися брактеатами). У грудні 1325 року, після падіння Рюгенського княжого двору, поморським герцогом Вартіславом IV, Штральзунд був доєднаний до земель Померанії-Вольгост, а брактеати замінилися на вічні пфеніги (нім. Ewiger Pfennig).
З 1324 року ваговою одиницею для карбування монет слугувала кельнська марка, а зі з'явою любекської марки сундіш-марка витіснилась повністю (пізніше курант-марка). У 1324 році 2½ сундіш-марки прирівнювалися до 1 кельнської, а з 1378 року 151⁄100 сундіш-марки дорівнювали 1 любекскій марці. У 1381 році Штральзунд приєднався до Венденської системи карбування. У 1395 році поморські міста Анклам, Грайфсвальд і Штральзунд на основі любеського зехслінга (нім. Sechsling) карбують великий пфеніг (нім. Großpfennig). На 12 лотів від марки карбувалося 144 монети. Вага такого пфеніга була 1,22-1,629 грамів. 6 лютого 1403 року Штральзунд доєднався до угоди про спільне карбування державної марки з містами Любеком, Гамбургом, Люнебургом і Вісмаром . Але Штральзунд використовував стару систему карбування монет, застосовуючи на виробництво вагу любекської марки. Так на виготовлення пфенігів йшло ⅔ від любекської марки. 6 пфенігів дорівнювали 1 віттену, що суперечило правилам угоди і зменьшувало вміст срібла в монетах. В 1406 році Штральзунд було виключено з союзу. Але 9 жовтня 1425 року Штральзунд приєднали знову, так як в 1424 році до Венденського союзу приєдналося Королівство Данія. У 1489 році герцог Померанії Богуславом X реорганізував право на карбування монет для Поморських міст. Винятком залишився Штральзунд, в якому карбувалися монети до 1504 року з постійним зниженням складу дорогоцінних металів в монеті. Таке зниження повністю припинило існування сундіш-марки. Останніми були викарбувані золоті гульдени, що прирівнювалися до трьом сундіш-марок. З 1504 року низькопробні монети почали карбуються в Ростку.